# Ariosoma gilberti
Ariosoma gilberti és una espècie de peix pertanyent a la família dels còngrids.

## Descripció
- Pot arribar a fer 27 cm de llargària màxima.[3][4]

## Depredadors
A les illes Galápagos és depredat per Brotula clarkae.

## Hàbitat
És un peix marí, associat als esculls i de clima tropical (30°N-4°N) que viu entre 1-100 m de fondària.

## Distribució geogràfica
Es troba al Pacífic oriental central: des del golf de Califòrnia fins a Colòmbia.

## Observacions
És inofensiu per als humans.